# Dipartimento di Maine-Soroa
Il dipartimento di Maine-Soroa è un dipartimento del Niger facente parte della regione di Diffa. Il capoluogo è Maine-Soroa.

## Geografia antropica
Il dipartimento di Maine-Soroa è suddiviso in 4 comuni:

### Comuni urbani
- Maine-Soroa

### Comuni rurali
- Foulatari
- Goudoumaria
- N'Guelbely